# 西沃洛日
51°7′42″N 32°18′15″E / 51.12833°N 32.30417°E
西沃洛日（烏克蘭語：Сиволож）是位於烏克蘭北部切爾尼希夫州裏尼任區的村莊，面積4平方公里，海拔高度131米，2006年人口993，人口密度每平方公里248.3人。